# The Space
The Space là EP thứ hai Jung Eunji, giọng ca chính của nhóm nhạc Apink. EP này bao gồm 5 bài hát, trong đó bài hát "The Spring" được chọn làm bài hát chủ đề của album

## Bối cảnh và phát hành
Vào ngày 13 tháng 3 năm 2017, Plan A Entertainment trong một bài phỏng vấn đã xác nhận Jung Eunji sẽ trở lại sân khấu với tư cách nghệ sĩ solo vào tháng 4. Ngày 1 tháng 4, Jung Eunji chính thức xác nhận sẽ trở lại sân khấu vào ngày 10 tháng 4 năm 2016. Ngày 3 tháng 4, hình ảnh đầu tiên của sự trở lại này đã được đăng tải trên các trang mạng xã hội. Từ ngày 4 đến ngày 6 tháng 4, danh sách bài hát, hình ảnh chủ đạo và video giới thiệu về các bài hát có trong album lần lượt được đăng tải. Ngày 7 tháng 4, đoạn video giới thiệu về bài hát chủ đề cùng với video âm nhạc của bài này đã được đăng tải trên các trang mạng xã hội chính thức của công ty chủ quản. Ngày 10 tháng 4, EP chính thức phát hành trên các trang nhạc số cũng như thông qua đĩa cứng, video âm nhạc của bài hát cũng chính thức được đăng tải.

## Danh sách bài hát
| STT              | Nhan đề                                                 | Phổ lời                   | Phổ nhạc                                     | Arrangement       | Thời lượng |
| ---------------- | ------------------------------------------------------- | ------------------------- | -------------------------------------------- | ----------------- | ---------- |
| 1.               | "The Spring" (너란 봄) (feat. Hareem)                   | Longcandy                 | Duble Sidekick, Longcandy                    | Duble Sidekick    | 3:52       |
| 2.               | "First Farewell" (처음 느껴본 이별) (feat. Kwak Jineon) | Duble Sidekick, Longcandy | Tenzo & Tasco, Longcandy                     | Tenzo & Tasco     | 4:04       |
| 3.               | "First Love" (소녀의 소년)                              | Jung Eunji                | Yoon Gun, Tenzo & Tasco                      | Tenzo & Tasco     | 3:37       |
| 4.               | "Full Moon" (서울의 달)                                 | Jung Eunji                | Duble Sidekick, Mus10, Woo Jiseok, Longcandy | Mus10, Woo Jiseok | 3:38       |
| 5.               | "The Spring" (너란 봄) (Piano Ver.)                     | Longcandy                 | Duble Sidekick, Longcandy                    | EASTWEST          | 3:59       |
| Tổng thời lượng: | Tổng thời lượng:                                        | Tổng thời lượng:          | Tổng thời lượng:                             | Tổng thời lượng:  | 19:10      |

## Xếp hạng
| Bảng xếp hạng                      | Vị trí cao nhất |
| ---------------------------------- | --------------- |
| Bảng xếp hạng album tuần của Gaon  | 2               |
| Bảng xếp hạng album tháng của Gaon | 10              |
| Bảng xếp hạng album năm của Gaon   |                 |

### Doanh số và chứng nhận
| Nhà cung cấp (2017)         | Số lượng |
| --------------------------- | -------- |
| Bảng xếp hạng đĩa cứng Gaon | 26.617+  |